# Paragraf 119
|  | I straffeloven omhandler § 119 vold mod tjenestemand i funktion. |
Paragraf 119 var et københavnsk punkband, der kendetegnedes ved deres hårde ekspressive punkrock og meget politiske tekster. Bandets genre var Anarko-punk.
Dog har bandet rent musikalsk større lighed med genrer som hardcore, metal og crust.
Gruppen opstod i slutningen af 90'erne, i miljøet omkring Ungdomshuset på Jagtvej 69 på Nørrebro, København, og blev opløst i 2003, da den ene kvindelige forsanger, Katrine, blev gravid.
Bandets plader blev bl.a. udgivet på det danske pladeselskab Kick'n'Punch.
Bandnavnet er opkaldt efter Straffelovens § 119 – Vold mod tjenestemand i funktion. Gruppens tekster ligger politisk på den yderste venstrefløj. 

## Mere detaljeret beskrivelse af Paragraf 119
Paragraf 119 opstod i den danske punks 2. gyldne periode, der skød af sted med et væld af nye bands i slutningen af 1990'erne og varede til ca. 2008 (året efter lukningen af Ungdomshuset på Jagtvej 69, som var det sted den københavnske punk levede videre efter dens oprindelige bølge og første gyldne og samtidige periode ebbede ud i ca. 1983/84).
"Paragraffen", som Paragraf 119 blev kaldt i undergrundsmiljøet, var et centralt band på Ungdomshusets punkscene (Jagtvej 69) og bandets tekster indkapsler de tematikker, der var omkring huset og dets brugere, i husets næsten sidste lukningstruede leveår, samt den dynamik der var omkring det, at være aktiv i det såkaldte "autonome" aktivistiske miljø.
Musikstilen er en super-energisk og tempomæssigt ekstremt opskruet version af punkrock-genren, der befinder sig et sted mellem genrene Hardcore og Crust punk – men også et enkelt oi!-punk nummer sniger sig ind (sangen "Problembørn").
Tekstmæssigt befinder gruppen sig indenfor genren Anarko-punk. Gruppens lyd er skarpere, mere aggressiv og hårdere, end man kender den fra de mere traditionelle punk-lydbilleder. Den super hurtige og aggressive måde sangene bliver spillet på i Paragraf 119 stemmer stilmæssigt og formidlingsmæssigt godt overens med de hårdt samfundskritiske og meget bramfrie tekster.
Musikken fornemmes at være ærlig og oprigtig ment, og afspejle den følelse bandmedlemmerne havde af, at være en del af "Ungdomshus-bevægelsen" – som ofte, at læse ud af teksterne, inkluderede desperationsfølelser, afmagt, misforståelse, omgivelserne uforståenhed, ligegyldighed og ansvarsfralæggelse overfor dem, som en del af en ungdomsgeneration, den øvrige ungdomsgenerations passivitet overfor uretfærdigheder begået af samfundet (iflg. bandets opfattelse), mediernes ligegyldighed eller dæmonisering af deres persontype og initiativer/aktiviteter, samfundets (iflg. gruppen) ensretning og racistiske kurs m.m. som udtrykt i bandets tekster.
Vokalmæssigt er stort set samtlige af bandets numre en duet mellem den kvindelige og den mandelige forsanger, der skiftevis synger en tekstlinje. Begge forsangere synger i sangstilen "growl", som er en kraftigt forvrænget brug af stemmen. Skiftet mellem de to forsangere fra tekstlinje til tekstlinje gør, at bandet kan opretholde et konstant ekstremt ekspressivt vokalt udtryk. Duet stilen er ligeledes det, der adskiller Paragraf 119 fra andre danske, og for så vidt også udenlandske punkbands i dets samtid, og giver bandet et unikt og særegent genkendeligt udtryk.
Det faktum at bandet udelukkende synger på dansk, er også med til, at forstærke dets gennemslagskraft – da afkodningen og forståelsen af teksterne er umiddelbar og ligetil – og forholdsvis kuriøst, har det ikke forhindret gruppen i, også at få et større internationalt, selvfølgelig underforstået subkulturelt, publikum – specielt Tyskland var glade for Paragraf 119, hvorfor flere special-udgivelser med bandet udkom der.
Numrene har som oftest en varighed på 1 1/2 – 2 1/2 minut, som er en velkendt længde indenfor punkgenren fra bands som f.eks. Ramones (der er én af genrens oprindelige ophavsmænd).
Teksterne, der alle synges på dansk, udtrykker i de mest ekspressive numre Paragraf 119's skuffelse og indignation over samfundets manglende forståelse overfor og anerkendelse af værdierne i det autonome aktivistiske miljø (det anti-fascistiske, anti-racistiske, anti-sexistiske element, opmærksomheden overfor dyrs rettigheder, der i aktivistmiljøet ofte sidestilles med menneskers, hvorfor folk her i mange tilfælde er veganere etc.) og "systemets" brug af, hvad Paragraf 119 betegner som politivold, samt bandets følelse af tab af grundlæggende rettigheder i politiets hænder – og deres oplevelse af, at være retsløse i hænderne på dem, der skal håndhæve lovene:
"Husk hvert eneste lag tæsk, hver fængslet aktivist
Husk de knækkede kammerater, hver en "dræbt*" anarkist
Husk hver en falsk anklage, husk hvert et sår
Husk hver en uretfærdighed magtens mænd begår!"
(Citat fra sangen "Intet Glemt, Intet Tilgivet". *Dræbt i betydningen, så desillusioneret eller i så angstfyldt tilstand, at vedkommende har været nødt til at forlade det aktivistiske miljø). Og...
"Bevæbnede med gas, knippel og pistol
Skal de (politiet) understrege statens voldsmonopol
Uanede beføjelser – de kan gøre hvad de vil
mens den store grå masse bare ser til"
(Citat fra sangen "Monopol På Vold" – og et eksempel på, at de følte sig ladt i stikken af deres passive med-danskere.)
Herudover behandles, rent tekstmæssigt, bandets utilfredshed over den måde det danske samfund har udviklet sig på under den borgerlige Fogh-regering (2001-2009), som iflg. Paragraf 119 er blevet mere racistisk og intolerant – og den "modkultur" de selv repræsenterer. Og deres formodning om og utilfredshed med, at blive registreret hos PET (Politiets Efterretningstjeneste) som medlemmer af hvad man kunne betegne som den yderste venstrefløj. Herudover deres afstandstagen til multinationale virksomheder pga. disses udnyttelse af ressourcer og mennesker (sangen "De Multinationale"). Deres utilfredshed med at stadigt spiselige fødevarer smides ud (sangen "Containerraid") og med-danskernes udtalte "lykkepille"-medicinering:
"det eneste i kender til, er stress og jag
det er en nådesløs kamp at komme igennem en dag
det må være oppe i jeres hoveder at noget gik galt
for alt i jeres liv er jo så gennemført normalt!
men i kender også løsning på jeres problem
- i går til jeres læge og får ordineret medicin
og det er intet under, at han ingen spørgsmål stiller
for han er sgu afhængig af de samme skide piller!
Piller – så depressionen holder op
Piller – så i kan møde på jeres job
Piller – så i kan tage endnu en tørn
Piller – så i kan holde ud at se på jeres børn!"
(Sangen "Middelklassejunkie").
...og gruppens utilfredshed med danskernes fascination af kongehuset:
"Giv turisterne noget at glo på
giv dem de undertrykte noget at tro på
giv dem et plastiknikkedukke monarki
så de glemmer alt det lort de skal finde sig i
giv dem en dronning som sidder på sit slot
giv dem falske værdier, de vil æde dem råt"
(Citat fra sangen "Brænd Amalienborg"). 
Også deres utilfredshed med journalisterne, der ikke refererer begivenheder angående Ungdomshuset sandfærdigt (sangen "Intet Glemt, Intet Tilgivet"). Og utilfredsheden med den del af ungdommen, der tilsyneladende lader stå til og opsluges af populærkulturen og ikke stiller sig kritisk overfor og stiller spørgsmålstegn ved hvad, der foregår i deres samtid (nummeret "Popkultur"):
"Samme tøj, totalt anonyme
Overfladiske idioter der stinker af parfume!
bruger tusindvis af kroner på trendy't mærketøj
- Jeg ku' overleve en måned for prisen på din trøje
...Det rager jer en fjer om verden den går ned
Sålænge i kan æde jeres Big Mac i fred!"
...Glatbarberede kvinder prøver' ligne børn på 12
Så pædofile stoddere kan føle de har kontrol!
...Alt jeres lort får mig til at kaste op! Popkultur? Skråt op!"
Numrene inkluderer sporadisk div. samples (lydstumper fra andre kilder) – f.eks. i sangen "Hellig krig på Jagtvej", hvor den senere hen stærkt medie-omdiskuterede kristne frikirke Faderhusets talsmand Ruth Evensen (hvis menighed købte og ultimativt rev Ungdomshuset ned) udtaler:
"Jeg tror faktisk, at guds lys vil være så stærkt for dem (ungdomshusets brugere),
at hvis de ikke vil vende sig om til Gud, så vil de ikke kunne holde ud at være der
(i Ungdomshuset på Jagtvej 69)"
og gruppens tekstmæssige svar til dette i samme sang er:
"Forpulede politikere solgte trods protest
Ungdomshuset til en hjernevasket Kristen sekt!...
De (Faderhuset) sagde at Guds lys ville skinne i vores hus
- At vi sku på gaden, at Gud ville fjerne os som lus!
Men der var ingen af dem der blev frelst af deres Gud
da Auto'er (autonome) og punkere gav dem smæk og smed dem ud!"
Et andet eksempel er i slutningen af sangen "Danskhed", hvor der bliver brugt diverse samples af kendte danske højrefløjspolitikere, blandt andet Pia Kjærsgaard, Mogens Camre, Anders Fogh Rasmussen og Mogens Glistrup.[kilde mangler]
I Paragraf 119's sang om branden på Christiansborg i 1884, "1884", citerer de desuden den danske impressionistiske forfatter Herman Bang's værk "Branden (Webside ikke længere tilgængelig)":
Nu står af kongeborgen kun de tunge mure med de hundrede vinduer som luende Øjne.
Dagen, der kommer, vil vise en forkullet, takket ruin. Det var Kristiansborg.

Paragraf 119 spillede koncerter med andre markante danske punkbands på slut-90'ernes / start 2000'ernes punkscene, der var centreret omkring Ungdomshuset på Jagtvejen, som bl.a. Gorilla Angreb, Guddommelig Galskab, No Hope For The Kids, Uro, Slave, Sygdom, Lokum, Aktiv Dødshjælp, Hul, Incontrollados, Intoxicated Bugs, Ballroom Bozos, Snipers og Jimmy Justice samt en lang række udenlandske punkbands.
Paragraf 119 spillede mest hyppigt i Ungdomshuset, men også eksempelvis i "Den Grå Hal". Bandet spillede ligeledes i udlandet, bl.a. i det "besatte" hus "Rote Flora" i Hamborg og til Kulturschock-Festival'en i Berlin (Hellersdorf). Information om bandet er generelt ret svært at opdrive på nettet, hvorfor bandet kan have, og formentlig har, turneret langt mere end, der gives udtryk for i ovenstående.
Man kan med en hvis, selvfølgelig subjektiv, ret sige, at Paragraf 119's musik opfordrer til tumult og udenomsparlamentarisk aktivistisk aktivitet i kraft af bandets ekspressive dynamiske formidling af vrede i tekst og musik. Vreden er dog en grundsten i det meste musik indenfor punkgenren, og musikken kan også i sig selv, være med til at give afløb for den lyttendes ellers uforløste frustration over indre og ydre konflikter.
På mange måder opsummerer Paragraf 119 det, som ungdomshusets brugere har stået for siden husets oprettelse i 1982 og helt til afviklingen i 2007 – gruppen koger i deres tekster "Ungdomshus-ånden" ned til det essentielle ekstrakt, hvilket sikkert også er en medvirkende årsag til gruppens succes hos lyttere og modtagere – og de kan i en historisk kontekst tekstmæssigt læses som en slags kompendium over hvilke tematikker, der rørte sig i det politisk omdiskuterede hus på Jagtvej 69 i perioden 1982-2007.
Medlemmer af Paragraf 119 var i 2004 med til at danne punkbandet Skarpretter.

## Udgivelser
- "Paragraf 119" – selvbetitlet debutalbum aka. "Støtteplade for Anarchist Black Cross (ABC) København" 12” LP (2000 – Kick'N'Punch Records – KNP04)
- “Musik Til Ulempe” 7" EP (2001 – Kick'N'Punch Records – KNP05)
- "Du har ikke en chance…" 12” LP (2002 – Kick'N'Punch Records – KNP9)
- "Paragraf 119 – Støtteplade for Anarchist Black Cross København" 12” LP (2002 – Alerta Antifascista – 11) Tysk genudgivelse af debutalbummet.

Medvirkede bl.a. også på flg. compilations:
- "Ungdomshuset Blir.. I Kan Rydde Rådhuset!" (nummer: Fingrene Væk) 12” LP (1999)
- "Die Zähne Zeigt, Wer Das Maul Aufmacht Vol. 2" (nummer: Betjente I Civil) CD (2001 – Alerta Antifascista – AA02)
- "København i Ruiner" (nummer: Tofrontskrig) 2x7” (2003 – Kick'N'Punch Records – KNP11)
- "Ungdomshuset" (nummer: Gode politimænd) 2x12" LP (2005)
- "Kulturschock (6 Jahre D.I.Y. Festival)" (nummer: Tryghedsnarkomaner) Tysk comp. 2x12" LP (2005 – intet label – K-SCHOCK 001)
- "Ingen Fucking Pansere" (nummer: Nul tolerance) (2008 – Bellahøj Productions)

Visse af vinyl-udgivelserne er også udkommet på CD.